# ناثانيل هيل
ناثانيل هيل (بالإنجليزية: Nathaniel Hill)‏ هو رسام أيرلندي، ولد في 1861 في دروغيدا في جمهورية أيرلندا، وتوفي في 1934 في ويلز في المملكة المتحدة.